# Goyder Lagoon
Goyder Lagoon är en lagun i Australien. Den ligger i delstaten South Australia, omkring 910 kilometer norr om delstatshuvudstaden Adelaide. Goyder Lagoon ligger 28 meter över havet. Arean är 2,7 kvadratkilometer. 
Omgivningarna runt Goyder Lagoon är i huvudsak ett öppet busklandskap. Trakten runt Goyder Lagoon är nära nog obefolkad, med mindre än två invånare per kvadratkilometer. Genomsnittlig årsnederbörd är 173 millimeter. Den regnigaste månaden är mars, med i genomsnitt 40 mm nederbörd, och den torraste är oktober, med 2 mm nederbörd.